# Artur Gajdoš
Artur Gajdoš (Ilava, 20 de enero de 2004) es un futbolista eslovaco que juega de centrocampista en el Š. K. Slovan Bratislava de la Superliga de Eslovaquia.

## Trayectoria
Debutó en la Superliga de Eslovaquia con el FK AS Trenčín contra el MFK Ružomberok el 1 de noviembre de 2020. Entró al final de la segunda parte sustituyendo a Ivenzo Comvalius cuando el Trenčín ganaba 2-0. Fue testigo de dos goles: el tercero del Trenčín por mediación de Jakub Kadák, segundos después de su entrada, y el único gol tardío del Ružomberok, obra de Ján Maslo. El partido concluyó con victoria por 3-1. Debutó a la temprana edad de 16 años, 9 meses y 12 días, lo que le convirtió en uno de los jugadores más jóvenes de la historia y en el segundo jugador más joven de la temporada, tras Adam Griger del MFK Zemplín Michalovce. También fue suplente en los cinco partidos siguientes, incluida la derrota por 2-0 a domicilio ante el Š. K. Slovan Bratislava, vigente campeón y entonces líder de la tabla.

## Selección nacional
Fue reconocido por primera vez en la nominación de la selección nacional de Eslovaquia en noviembre de 2022 por Francesco Calzona al ser incluido en la lista como suplente para dos partidos amistosos contra Montenegro y el partido de retirada de Marek Hamšík contra Chile. En diciembre de 2022 fue preseleccionado para la concentración de jugadores de la selección nacional absoluta en el NTC Senec.

## Estadísticas

### Clubes
Actualizado al último partido disputado el 18 de marzo de 2023.
| Club                       | Div.          | Temporada     | Liga  | Liga  | Liga   | Copas nacionales | Copas nacionales | Copas nacionales | Copas internacionales | Copas internacionales | Copas internacionales | Total | Total | Total  |
| Club                       | Div.          | Temporada     | Part. | Goles | Asist. | Part.            | Goles            | Asist.           | Part.                 | Goles                 | Asist.                | Part. | Goles | Asist. |
| -------------------------- | ------------- | ------------- | ----- | ----- | ------ | ---------------- | ---------------- | ---------------- | --------------------- | --------------------- | --------------------- | ----- | ----- | ------ |
| FK AS Trenčín · Eslovaquia | 1.ª           | 2020-21       | 7     | 0     | 0      | 0                | 0                | 0                | —                     | —                     | —                     | 7     | 0     | 0      |
| MFK Dubnica · Eslovaquia   | 2.ª           | 2021-22       | 2     | 0     | 0      | 0                | 0                | 0                | —                     | —                     | —                     | 2     | 0     | 0      |
| MFK Dubnica · Eslovaquia   | Total club    | Total club    | 2     | 0     | 0      | 0                | 0                | 0                | 0                     | 0                     | 0                     | 2     | 0     | 0      |
| FK AS Trenčín · Eslovaquia | 1.ª           | 2021-22       | 6     | 0     | 0      | 3                | 0                | 0                | —                     | —                     | —                     | 9     | 0     | 0      |
| FK AS Trenčín · Eslovaquia | 1.ª           | 2022-23       | 23    | 3     | 2      | 5                | 1                | 0                | —                     | —                     | —                     | 28    | 4     | 2      |
| FK AS Trenčín · Eslovaquia | Total club    | Total club    | 36    | 3     | 2      | 8                | 1                | 0                | 0                     | 0                     | 0                     | 44    | 4     | 2      |
| Total carrera              | Total carrera | Total carrera | 38    | 3     | 2      | 8                | 1                | 0                | 0                     | 0                     | 0                     | 46    | 4     | 2      |